# 12524 Conscience
12524 Conscience è un asteroide della fascia principale. Scoperto nel 1998, presenta un'orbita caratterizzata da un semiasse maggiore pari a 2,3192991 au e da un'eccentricità di 0,1954281, inclinata di 0,74491° rispetto all'eclittica.
L'asteroide è dedicato allo scrittore belga di lingua fiamminga Hendrik Conscience.